# پاینلند (فلوریدا)
پاینلند (به انگلیسی: Pineland) یک منطقهٔ مسکونی در ایالات متحده آمریکا است که در شهرستان لی، فلوریدا واقع شده‌است. پاینلند ۲٫۴ کیلومتر مربع مساحت و ۴۴۴ نفر جمعیت دارد و ۰٫۳ متر بالاتر از سطح دریا قرار دارد.